# オーソン・ウェルズが遺したもの
『オーソン・ウェルズが遺したもの』（They'll Love Me When I'm Dead）は、モーガン・ネヴィル監督による2018年のアメリカ合衆国のドキュメンタリー映画である。オーソン・ウェルズ監督の『風の向こうへ』の製作・撮影背景が描かれる。
ワールド・プレミアは2018年8月30日に第75回ヴェネツィア国際映画祭で行われた。2018年11月2日にNetflixで配信された。

## キャスト
- ピーター・ボグダノヴィッチ
- オヤ・コダール（英語版）
- オーソン・ウェルズ
- スティーヴ・エクレサイン

## 製作
2017年5月、オーソン・ウェルズ監督の『風の向こうへ』の製作状況を描いたドキュメンタリー映画をモーガン・ネヴィルが監督し、Netflixで配信されることが発表された。

## 公開
2018年8月30日、第75回ヴェネツィア国際映画祭でワールド・プレミアが行われた。同年10月にはニューヨーク映画祭でも上映された。11月1日、サンフランシスコ映画祭でも上映された。11月2日にNetflixでの配信が始まった。

### 批評家の反応
レビュー・アグリゲーターのRotten Tomatoesでは25件のレビューに基づいて支持率は88%、平均点は7.2/10となった。Metacriticでの加重平均値は14件のレビューに基づいて80/100となった。